# Ваврисевич Микола Михайлович
Ваврисевич Микола Михайлович (* 1 грудня 1891 в м. Городло — † 30 жовтня 1978 в м. Володимир-Волинський) — український педагог, письменник, журналіст лівого спрямування. Громадський діяч на Холмщині. Член КПЗУ. Праведник народів світу

## Життєпис
Народився у містечку Городло Грубешівського повіту Люблінської губернії Російської імперії (тепер Польща). 
Навчався у Холмській гімназії, Київському і Петроградському університетах. 1921 року повернувся на Холмщину. 1923 видав перший номер «Холмського народного календаря». 
Від 1924 — редактор тижневика «Наше життя». 
Виступав проти польської аграрної політики на окупованих територіях Волині. 
У 1926-31 роках працював у Рівненській приватній гімназії. У вересні 1939 ув'язнений польською владою в концтаборі Береза Картузька за приналежність до агентури СРСР під машкарою КПЗУ. 
Після Другої світової війни викладав у містах Львів та Володимир-Волинський.
Відомий також як письменник, автор творів для дітей (п'єса «Лісова казка», видана у Львові 1921 р.).